# Chiesa di Sant'Andrea (Mioglia)
La chiesa di Sant'Andrea Apostolo è un luogo di culto cattolico situato nel comune di Mioglia, in via Acqui, in provincia di Savona. La chiesa è sede della parrocchia omonima della zona pastorale Savonese della diocesi di Acqui.
Si trova sulla riva destra dell'omonimo torrente, poco fuori dal centro abitato, lungo la strada che conduce in località Miogliola nel comune alessandrino di Pareto.

## Storia

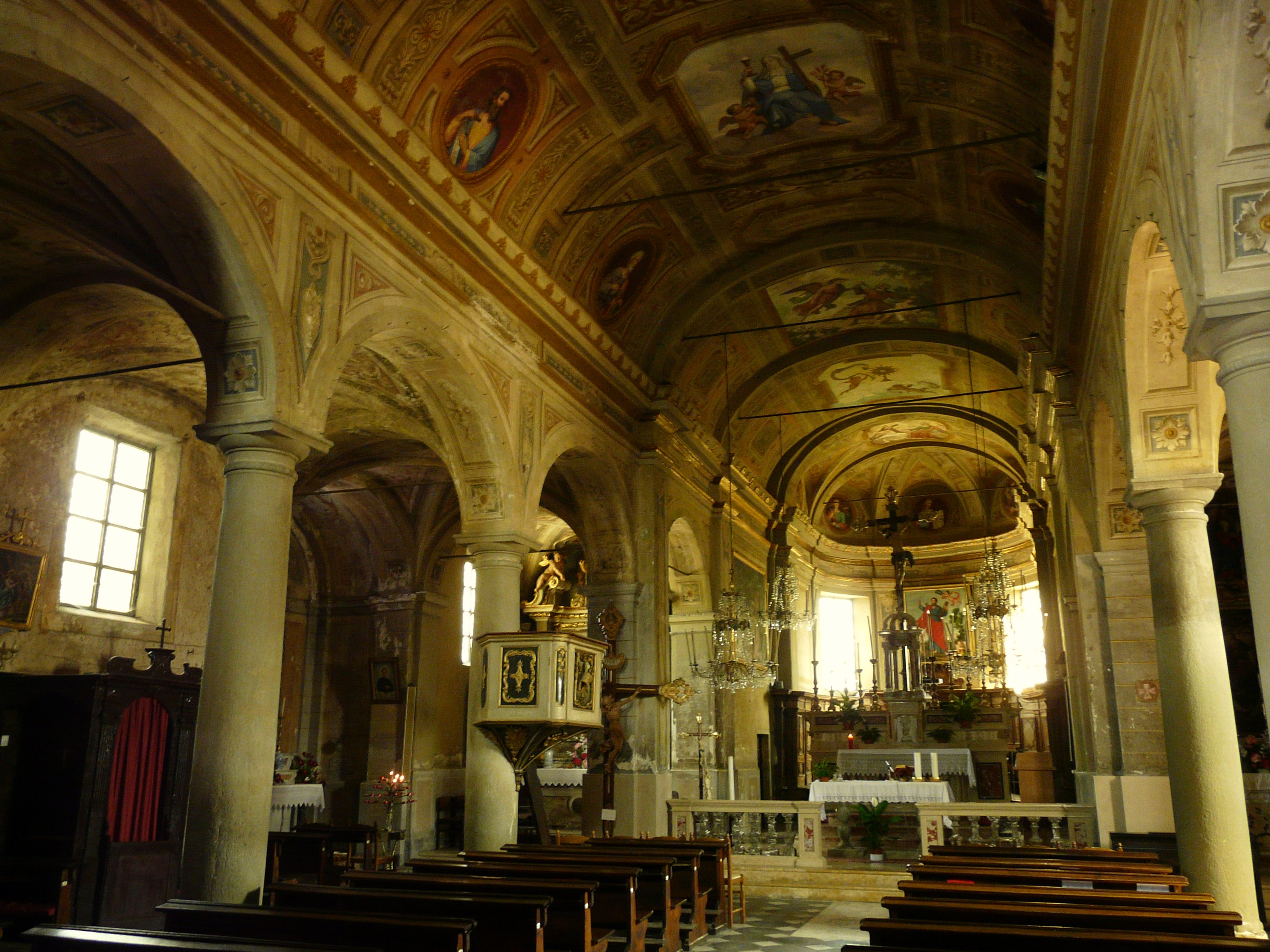
La navata centrale

Non si hanno notizie certe sull'origine della parrocchia. Una tradizione, riportata in un documento dell'archivio parrocchiale, indica la primitiva chiesa sorta almeno in epoca medievale attigua al castello di Mioglia, lungo l'odierno confine con Pareto.
L'edificio attuale risale presumibilmente al 1600 circa. L'elenco dei parroci inizia infatti dall'anno 1619 con Mallarino Giovanni e pare che nell'anno della peste (1635) la chiesa fosse già edificata.

## Descrizione
La chiesa è a croce latina divisa in tre navate da sei colonne in pietra in blocco unico. All'esterno si apre una piccola piazza di fronte all'ingresso, circondata da un muretto aperto al centro con un portico.
L'interno è decorato con affreschi di Pietro Ivaldi di Toleto (detto "il Muto") e del savonese Dellepiane. Vi è un organo a canne (1773) e un bel coro in noce (1744). L'altare maggiore è in marmo come anche due dei quattro laterali (Sacro Cuore e Anime), mentre gli altri due sono in pietra ed entrambi dedicati alla Madonna. L'acquasantiera riporta la data 1663, mentre il portone di ingresso è datato 1701.

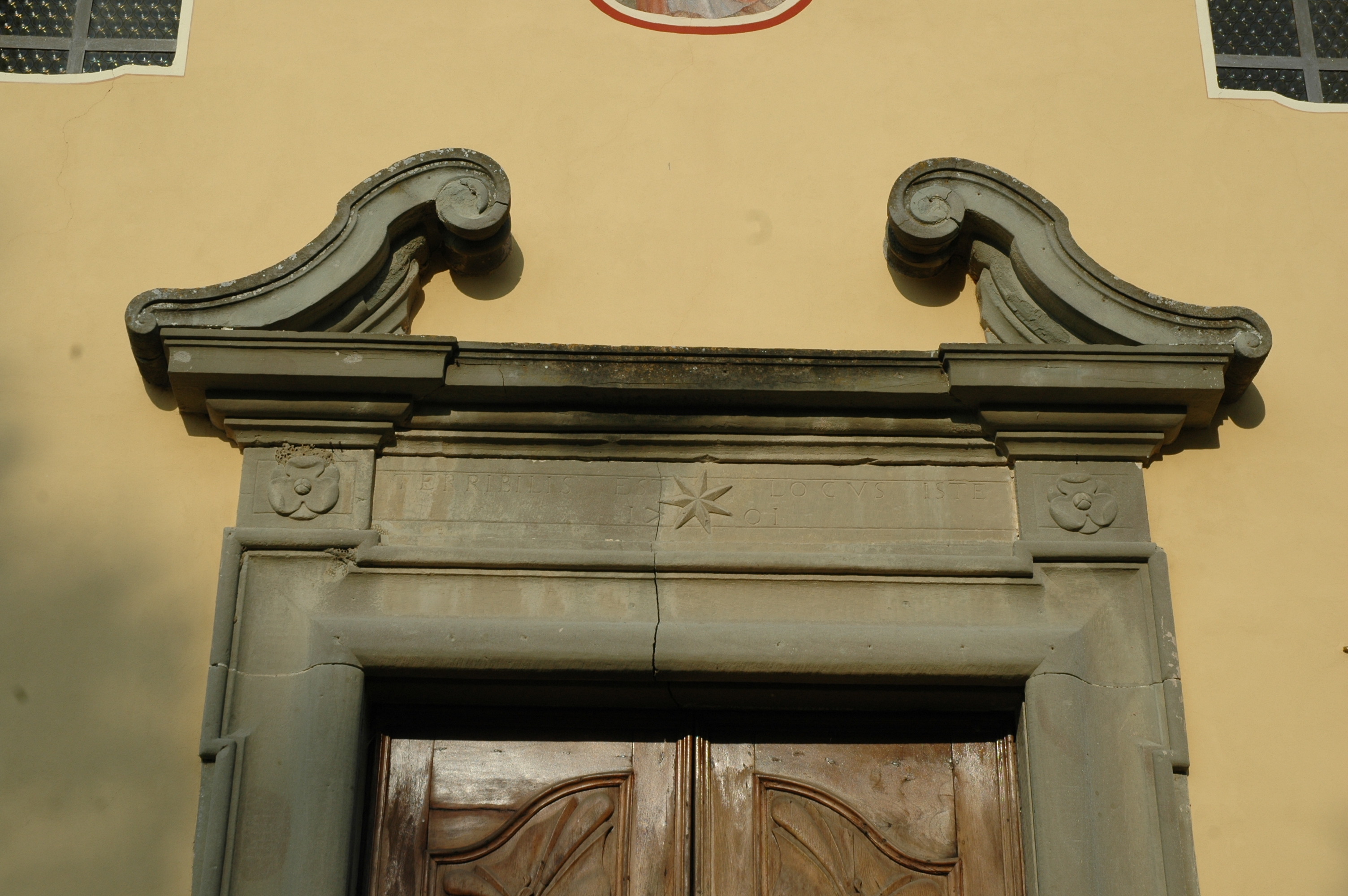
La dicitura "Terribilis est locus iste" sul portale di ingresso della chiesa

Il portale di ingresso della chiesa presenta l'incisione "terribilis est locus iste".

## Altri edifici religiosi
Nel territorio parrocchiale sorgono altre due cappelle di una certa importanza in località Dogli e Schegli. Una terza cappella di più modeste dimensioni sorge anche in località Merizzo.
Un tempo esisteva anche una cappella dedicata a san Martino di Tours nella località che ancora oggi ne porta il nome. A lungo contesa tra Mioglia e Pareto, fu abbattuta nel 1770 perché minacciava rovina. Sul luogo si dice fosse passato il santo e avesse lasciato l'impronta del suo piede sulla roccia.